# Günther Wehnert
Günther Wehnert (* 1921; † unbekannt) war ein deutscher Politiker und Funktionär der DDR-Blockpartei Liberal-Demokratische Partei Deutschlands (LDP oder später LDPD). 

## Leben und Wirken
Er trat 1946 der in der Sowjetischen Besatzungszone neugegründeten LDP bei und wurde zum stellvertretenden Landessekretär beim LDP-Landesverband Sachsen in Dresden gewählt. Ab 1952 war er LPD-Bezirkssekretär und gleichzeitig Mitglied der Zentralen Überprüfungskommission. Nachdem er 1953 zum kommissarischen Vorsitzenden des LPD-Bezirksvorstandes Dresden gewählt worden war, übernahm er 1954 offiziell dieses Parteiamt und war gleichzeitig auch stellvertretender Vorsitzender des Rates des Bezirkes Dresden. 1958 wurde Helmuth Speer Wehnerts Nachfolger als Vorsitzender des Bezirksvorstandes Dresden der LDP.
In der Wahlperiode von 1954 bis 1958 rückte er am 8. Januar 1958 für den verstorbenen Abgeordneten Robert Sommer als Mitglied der LDPD-Fraktion in der Volkskammer der DDR nach. Im selben Jahr trat Wehnert nicht mehr zur Wiederwahl an und gab auch seine Funktion im Bezirksvorstand Dresden ab.